# Rabini Tomaszowa Mazowieckiego
Rabini Tomaszowa Mazowieckiego – lista rabinów miasta Tomaszowa Mazowieckiego (przed nazwiskiem - daty piastowania funkcji rabina, za nazwiskiem - daty życia).

## Rabini, podrabini i członkowie rabinatu pełniący obowiązki rabina w okresie wakatu
- 1830-1849: Rachmil Erlich (Ehrlich) (1790-1855) - podrabin, a następnie (od 1838) rabin tomaszowski;
- 1849-1857: Noach Abram Altszuler (Altschuler) (zm. 1857), pochodzący ze znanej rodziny Altszulerów z Pragi czeskiej;
- 1857: Abram Zułtowski, duchowny zastępujący rabina (udzielał ślubów w październiku i listopadzie 1857).
- 1857-1888: Eliasz Jakub Wieliczkier (1809-1888), pochodzący z Działoszyna;
- 1888: Jakub Bromberg (rabin Tomaszowa od 28 maja do 5 grudnia 1888 r.);
- 1888-1915: Hersz Aron Izraelewicz (1847-1915);
- 1915-1919: Wakat. Obowiązki rabina pełnił kantor Jakub Żemański. Ślubów udzielali także członkowie rabinatu: Chaim Bryczman, Jakub Cukier, Berek Grynberg, Moszek Milsztajn, Wolf Wartman.
- 1918-1926: Dawid Bornstein (1876-1942);
- 1920-1926: Moszek Milsztajn (1864-1933) - podrabin;
- 1926-1940: Szlama Josek Herc (1895-1940) - podrabin;
- 1928-1936: Samuel Brot (1885-1963);
- 1940-1942: Wakat. Obowiązki rabina pełnił członek rabinatu Icek Warszawski.